# René Panhard
Louis François René Panhard, född 27 maj 1841, död 16 juli 1908, var en fransk ingenjör, köpman och pionjär inom den franska bilindustrin.
1889 grundade Panhard tillsammans med Émile Levassor företaget Panhard et Levassor som var världens första biltillverkare med serieproduktion. Företaget levererade sin första bil 1891.
René Panhard är begravd på Père Lachaise-kyrkogården i Paris.